# 다머 (영화)
《다머》(영어: Dahmer)는 2002년 6월 21일에 개봉한 미국의 공포 드라마 영화이다. 미국의 연쇄 살인범 제프리 다머의 일생을 바탕으로 하고 있다.

## 출연
- 제러미 레너 - 제프리 다머 역
- 브루스 데이비슨 - 라이어널 다머 역
- 아텔 그레이트 - 로드니 역
- 맷 뉴턴 - 랜스 벨 역
- 디온 바스코 - 캠테이 역
- 케이트 윌리엄슨 - 다머 할머니 역
- 숀 블레이크모어 - 콜리스 역

## 기타 제작진
- 라인 제작: 맷 R. 브레이디
- 공동 제작: 수전 R. 로저스
- 배역: 리키 매즐러
- 미술: 에릭 라슨
- 의상: 데이나 하트